# 蔵本元町
蔵本元町（くらもともとまち）は、徳島県徳島市の町名。加茂名地区に属している。南蔵本町一丁目から南三丁目まで存在する。郵便番号は〒770-0041。
- 人口：637人（2008年1月現在。徳島市の調査より）
- 世帯数：342世帯（同上）

## 地理
徳島市の北部、市街地の西部に位置する住宅地で、西は北流する田宮川が流れている。JR徳島線より南へ突き出した地域が一丁目、北へ二丁目・三丁目と並ぶ。東部を南北に通る道はかつての讃岐街道で、徳島から板野町の大坂峠を経て高松市へ至る幹線道路であった。旧伊予街道（現国道192号）と分岐して北へ向かうこの街道沿いに市街地が発展し、現在は蔵本商店街が形成されている。

### 河川
- 田宮川

## 歴史
元は佐古町・蔵本町の各一部で、昭和17年より現在の町名となった。昭和39年に一部が佐古一番町から佐古八番町となる。戦国時代には蔵本城が築かれ小倉美濃守が城主であった。現在、遺跡は全く残っていない。

## 交通

### 道路
一般国道
- 国道192号

### バス
徳島バス・徳島市営バス
- 大学病院・中央病院前
- 医学部前